# Karma Chophel
Karma Chophel aussi écrit Karma Choephel (tibétain : ཀརྨ་ཆོས་འཕེལ, Wylie : karma chos 'phel, 1er juillet 1949, Labrang Kosa, Tradun (Xian de Zhongba), Tibet-29 janvier 2016 à Dharamsala en Inde,,) est un homme politique tibétain. Exilé en Inde, il devint professeur puis recteur à l'École centrale pour les Tibétains avant de devenir député du Parlement tibétain en exil, dont il fut élu président. En 1994, il fonde le Parti démocratique national du Tibet.

## Études et carrière
Il obtient un B.A. (Hons) de l'université de Delhi et un baccalauréat en éducation de l'université de Bangalore. Il est professeur à l'École centrale pour les Tibétains de Bylakuppe de 1975 à 1980. Il est choisi comme recteur et est nommé à l'École centrale pour les Tibétains de Shimla et Mussoorie de 1981 à 1989. Il exerce deux mandats consécutifs de 1977 à 1983 puis de 1986 à 1989 dans le Comité exécutif du Congrès de la jeunesse tibétaine en tant que vice-président et devient président de 1982 à 1983. En 1994, il fonde le Parti démocratique national du Tibet dont il fut président. Il organise une grève de la faim devant le siège de l'ONU à New York en 1995 lors du 50e anniversaire du l'organisme mondial. Il a été élu président et porte parole de la 13e Assemblée du Parlement tibétain en exil, de septembre 2001 à mars 2002, puis de la 14e Assemblée de 2006 à 2008.
Élu aux 11e, 12e, 13e, 14e et 15e Assemblées tibétaines, il y représenta l'U-Tsang, puis la tradition kagyu lors de la dernière législature.
Il fut candidat à l'Élection du Premier ministre tibétain de 2011.
En mars 2013, au cours d'une session du Parlement tibétain en exil, Karma Chophel déclara que le dalaï-lama recherchait peut-être l'autonomie du Tibet mais qu'il avait en fait l'indépendance à cœur. Devant la controverse suscitée par cette déclaration, Karma Chophel s'est toutefois rétracté et a présenté ses excuses au dalaï-lama. Karma Chophel fit cette remarque alors qu'il annonça le retrait de son soutien à la politique officielle tibétaine de la « voie du milieu » recherchant un accord mutuellement bénéfique avec la République populaire de Chine, et prôna la restauration du statut historique d'Etat souverain et indépendant du Tibet. Le dalaï-lama démentit l'interprétation de Karma Choephel.
Il est mort à 66 ans à Dharamsala d'une longue maladie avec infection pulmonaire.